# Ромил Видинский
Ромил Видинский или Ромил Бдинский, с мирским именем Руско, является болгарским православным монахом и святым.
Информация о его жизни взята из его житие. Он получил хорошее образование. Юношей он отправился в Велико-Тырново, где в монастыре «Св.  Богоматерь Путеводительница» был пострижен в монахи с именем Роман. Он стал исихастом и последователем Григория Синаита и поселился в монастыре Парория.
В зрелом возрасте он уехал на Афон и в районе/скиту Мелания проводил много времени и собирал монашескую братию. После Черноменской битвы перебрался в Валону, а оттуда в Раваницу, где и умер.